# Colonia Juárez, Durango
Colonia Juárez är en ort i Mexiko.   Den ligger i kommunen Peñón Blanco och delstaten Durango, i den centrala delen av landet, 800 km nordväst om huvudstaden Mexico City. Colonia Juárez ligger 1 664 meter över havet och antalet invånare är 201.
Terrängen runt Colonia Juárez är platt åt sydväst, men åt nordost är den kuperad. Colonia Juárez ligger nere i en dal. Runt Colonia Juárez är det mycket glesbefolkat, med 5 invånare per kvadratkilometer. Närmaste större samhälle är Peñón Blanco, 3,2 km söder om Colonia Juárez. Omgivningarna runt Colonia Juárez är i huvudsak ett öppet busklandskap.